# Granja Nova
Granja Nova é uma povoação portuguesa do Município de Tarouca que foi sede da extinta Freguesia de Granja Nova, freguesia que tinha 6,86 km² de área e 396 habitantes (2011), e, por isso, uma densidade populacional de 57,7 hab/km².
Em 2013, no âmbito da reforma administrativa, a Freguesia de Granja Nova foi agregada à Freguesia de Vila Chã da Beira, criando-se a União de Freguesias de Granja Nova e Vila Chã da Beira.

## População
| População da freguesia de Granja Nova | População da freguesia de Granja Nova | População da freguesia de Granja Nova | População da freguesia de Granja Nova | População da freguesia de Granja Nova | População da freguesia de Granja Nova | População da freguesia de Granja Nova | População da freguesia de Granja Nova | População da freguesia de Granja Nova | População da freguesia de Granja Nova | População da freguesia de Granja Nova | População da freguesia de Granja Nova | População da freguesia de Granja Nova | População da freguesia de Granja Nova | População da freguesia de Granja Nova |
| ------------------------------------- | ------------------------------------- | ------------------------------------- | ------------------------------------- | ------------------------------------- | ------------------------------------- | ------------------------------------- | ------------------------------------- | ------------------------------------- | ------------------------------------- | ------------------------------------- | ------------------------------------- | ------------------------------------- | ------------------------------------- | ------------------------------------- |
| 1864                                  | 1878                                  | 1890                                  | 1900                                  | 1911                                  | 1920                                  | 1930                                  | 1940                                  | 1950                                  | 1960                                  | 1970                                  | 1981                                  | 1991                                  | 2001                                  | 2011                                  |
| 877                                   | 872                                   | 851                                   | 881                                   | 885                                   | 807                                   | 950                                   | 1 017                                 | 926                                   | 820                                   | 672                                   | 512                                   | 512                                   | 410                                   | 396                                   |

Nos anos de 1864 a 1890 pertencia ao concelho de Mondim da Beira, extinto por decreto de 26/06/1896
| Distribuição da População por Grupos Etários | Distribuição da População por Grupos Etários | Distribuição da População por Grupos Etários | Distribuição da População por Grupos Etários | Distribuição da População por Grupos Etários | Distribuição da População por Grupos Etários | Distribuição da População por Grupos Etários | Distribuição da População por Grupos Etários | Distribuição da População por Grupos Etários | Distribuição da População por Grupos Etários |
| -------------------------------------------- | -------------------------------------------- | -------------------------------------------- | -------------------------------------------- | -------------------------------------------- | -------------------------------------------- | -------------------------------------------- | -------------------------------------------- | -------------------------------------------- | -------------------------------------------- |
| Ano                                          | 0-14 Anos                                    | 15-24 Anos                                   | 25-64 Anos                                   | > 65 Anos                                    |                                              | 0-14 Anos                                    | 15-24 Anos                                   | 25-64 Anos                                   | > 65 Anos                                    |
| 2001                                         | 82                                           | 46                                           | 180                                          | 102                                          |                                              | 20,0%                                        | 11,2%                                        | 43,9%                                        | 24,9%                                        |
| 2011                                         | 54                                           | 47                                           | 205                                          | 90                                           |                                              | 13,6%                                        | 11,9%                                        | 51,8%                                        | 22,7%                                        |

Média do País no censo de 2001:  0/14 Anos-16,0%; 15/24 Anos-14,3%; 25/64 Anos-53,4%; 65 e mais Anos-16,4%
Média do País no censo de 2011:   0/14 Anos-14,9%; 15/24 Anos-10,9%; 25/64 Anos-55,2%; 65 e mais Anos-19,0%

## Património
- Oficina de Fundição Sineira